# Kyasanakere, Kudligi
Kyasanakere là một làng thuộc tehsil Kudligi, huyện Bellary, bang Karnataka, Ấn Độ.